# Santuario Tsurugaoka Hachiman
Il santuario Tsurugaoka Hachiman (鶴岡八幡宮?, Tsurugaoka Hachiman-gū) è il più importante santuario shintoista (jinja) della città di Kamakura, nella prefettura di Kanagawa in Giappone.

## Storia
Fu costruito originariamente nel 1063 a Zaimokuza da Minamoto no Yoriyoshi e consacrato all'imperatore Ōjin (deificato col nome di Hachiman, dio della guerra e quindi dei samurai), sua madre l'imperatrice Jingu e sua moglie Hime-gami. Minamoto no Yoritomo, il fondatore dello shogunato di Kamakura, spostò il santuario nella sua attuale posizione nel 1191, consacrando anch'esso a Hachiman affinché proteggesse il suo governo.
Il santuario è costituito da vari santuari posti su due livelli diversi comunicanti tramite varie scalinate, i più importanti dei quali sono quello principale (Hongū in giapponese), e quello minore (Wakamiya). L'attuale Honden fu costruito nel 1828 da Ienari Tokugawa, l'undicesimo shōgun della dinastia. Prima del 1868 questo era un tempio-santuario ossia uno Jingū-ji (un tempio sincretico buddista e scintoista) a seguito della legge di stato sulla separazione tra le due religioni vennero smantellate le parti buddiste e il legno venduto, mantenendo solo gli aspetti dell'altra religione. Il suo gigante Niō, i due guardiani di legno che solitamente si trovavano ai lati dell'ingresso di un tempio, essendo oggetti di culto buddista e quindi illegali dove erano, furono venduti allo Jufuku-ji, dove sono ancora.
Il viale di accesso a Tsurugaoka Hachiman (il sandō), che arriva fino all'oceano, è lungo ben 1,8 chilometri e bordato nel tratto prossimo al santuario (sopraelevato al centro e conosciuto come dankazura) da ciliegi. La dankazura secondo la tradizione (che però pare non essere fondata in eventi storici) venne fatta costruire da Yoritomo con pietre portate a mano da suo suocero Hōjō Tokimasa e dai suoi samurai per propiziare la nascita di colui che divenne poi il secondo shōgun Minamoto no Yoriie. Yabusame, un'arcieria a cavallo tipicamente giapponese, è praticata al santuario varie volte all'anno nel corso di festival.
Minamoto no Sanetomo, terzo shōgun di Kamakura, fu assassinato alle 6 di sera del 13 febbraio 1219, sotto la neve, da suo nipote Kugyō, priore del santuario. Kugyō comparve improvvisamente da accanto alla scalinata principale del santuario e lo decapitò, portandosi via il capo reciso. L'assassino, che aspirava alla posizione di shōgun coperta dallo zio, venne giustiziato poche ore dopo da uomini del clan Miura, portando quindi alla completa scomparsa la dinastia dei Seiwa Genji, fondatrice dello shogunato a Kamakura.
Il millenario ginkgo che fiancheggiava la scalinata principale del santuario principale è stato abbattuto da un temporale alle 4:40 del 10 marzo 2010. Un esperto ha dichiarato che il motivo probabile è stata un'invasione batterica che ha fatto marcire il centro della pianta. L'albero è stato tagliato a segmenti e rimosso immediatamente.

## Fonti
Questo articolo contiene materiale tratto dall'articolo Tsurugaoka Hachiman-gū della versione inglese di Wikipedia il 23 gennaio 2009.

## Accesso
- JR East, ■ Linea Yokosuka, Stazione di Kamakura, Uscita EST (10 minuti a piedi)
- Enoshima Electric Railway, Linea Enoshima Electric Railway, Stazione di Kamakura, Uscita EST (10 minuti a piedi)
- JR East, ■ Linea Yokosuka, Stazione di Kita-Kamakura(15 minuti a piedi)